# Portugal i olympiska sommarspelen 1976
Portugal deltog med 19 deltagare vid de olympiska sommarspelen 1976 i Montréal. Totalt vann de två silvermedaljer.

## Medaljer

### Silver
- Carlos Lopes - Friidrott, 10 000 meter.
- Armando Marques - Skytte.

## Brottning
Grekisk romersk-stil
Flugvikt -52kg
- Leonel Duarte
  - Omgång 1 — Mohamed Karmous (MAR) (→ motståndaren diskvalificerad; –4 poäng)
  - Omgång 2 — Rolf Krauss (GER) (→ förlorade på fall; –8 poäng: gick inte vidare)

Bantamvikt -57kg
- Luís Grilo
  - Omgång 1 — Ali Lachkar (MAR) (→ motståndaren diskvalificerad; –4 poäng)
  - Omgång 2 — Doug Yeats (CAN) (→ förlorade på fall)
  - Omgång 3 — Joseph Sade (USA) (→ förlorade med 30:1; –8 poäng: gick inte vidare)

Fjädervikt -62kg
- Joaquim Jesus Vieira
  - Omgång 1 — Stoyan Lazarov (BUL) (→ förlorade på fall; –4 poäng)
  - Omgång 2 — Kazimier Lipien (POL) (→ förlorade på fall; –8 poäng: gick inte vidare)

## Friidrott
Herrarnas 400 meter
- José de Jesus Carvalho
  - Omgång 1 (heat 6) — 48,47 (→ 7:e plats, gick inte vidare)

Herrarnas 800 meter
- Fernando Mamede
  - Omgång 1 (heat 2) — 1:49,58 (→ 5:e plats, gick inte vidare)

Herrarnas 1 500 meter
- Fernando Mamede
  - Omgång 1 (heat 2) — 3:37,98 (→ 3:e plats)
  - Semifinal (heat 1) — 3:42,59 (→ 8:e plats, gick inte vidare)

- Hélder Baiona de Jesus
  - Omgång 1 (heat 1) — 3:44,20 (→ 2:a plats)
  - Semifinal (heat 2) — 3:47,37 (→ 8:e plats, gick inte vidare)

Herrarnas 5 000 meter
- Aniceto Silva Simões
  - Kval (heat 3) — 13:21,93 (→ 6:e plats, gick vidare på tid)
  - Final — 13:29,38 (→ 8th)

- Carlos Lopes
  - Kval (heat 2) — did not participate

Herrarnas 10 000 meter
- Carlos Lopes
  - Kval (heat 1) — 28:04,53 (→ 1:a plats)
  - Final — 27:45,17 (→  Silver)

Herrarnas 400 meter häck
- José de Jesus Carvalho
  - Omgång 1 (heat 1) — 50,99 (→ 4:e plats)
  - Semifinal — 49,97 (→ 2:a plats)
  - Final → 49,94 (→ 5:e plats)

Herrarnas maraton
- Anacleto Pereira Pinto — 2:18:53,4 (→ 22:a plats)
- Carlos Lopes — deltog inte

## Judo
Lättvikt −63kg
- José Pinto Gomes

Grupp B
- - Omgång 1 — Mustapha Belahmira (MAR) (→ forfeited)
  - Omgång 2 — Osman Yanar (TUR) (→ vann med jurybeslut)
  - Omgång 3 — Hector Rodriguez (CUB) (→ förlorade med ippon)
  - Återkval — Marian Standowicz (POL) (→ förlorade med yuko)

Halv mellanvikt −70kg
- António Roquete Andrade

Grupp A
- - Omgång 1 — Koji Kuramoto (JAP) (→ förlorade efter jurybeslut)
  - Återkval — Juan-Carlos Rodriguez (ESP) (→ förlorade med koka)

## Segling
470-klassen
- Joaquim Leça Ramada och Francisco Antunes Mourão — 137 poäng (→ 21:a plats)

| Lopp  | 1  | 2  | 3  | 4  | 5  | 6  | 7  | Totalt | Nettopoäng |
| ----- | -- | -- | -- | -- | -- | -- | -- | ------ | ---------- |
| Plats | 18 | 18 | 14 | 9  | 28 | 22 | 20 | Totalt | Nettopoäng |
| Poäng | 24 | 24 | 20 | 15 | 34 | 28 | 26 | 171    | 137        |